# Студзянки (Подляское воеводство)
Студзя́нки (пол. Studzianki) — деревня в Белостокском повете Подляского воеводства Польши. Входит в состав гмины Василькув. По данным переписи 2011 года, в деревне проживало 1014 человек.

## География
Деревня расположена на северо-востоке Польши, к северу от реки Супрасль, на расстоянии приблизительно 14 километров (по прямой) к северо-востоку от города Белостока, административного центра повета. Абсолютная высота — 145 метров над уровнем моря. К западу от Студзянок проходит скоростная автомагистраль S19.

## История
В конце XVIII века Студзянки входили в состав Гродненского повета Трокского воеводства Великого княжества Литовского. В период с 1975 по 1998 годы деревня являлась частью Белостокского воеводства.